# Have a nice day! (KREVAの曲)
「Have a nice day!」（ハヴ・ア・ナイス・デイ）は、日本のヒップホップMC、KREVAのメジャー7枚目のシングル。発売元はポニーキャニオン。

## 概要
トラックメイカーの千晴、マネージャー、エンジニアとの宮古島での制作合宿で誕生した楽曲。歌詞は東京に戻ってきてから書いたという。他にもシングル候補曲があったが、夏っぽい曲が完成したことで「Have a nice day!」が今回のシングルに採用された。
カップリングの2曲目には、表題曲「Have a nice day!」のリミックスを収録。表題曲の歌を撮り終わった翌日にKREVAが制作したもので、オリジナルが昼なら夜、夏なら冬といった対極なイメージで作ったという。
カップリングの3曲目にはツアーでも歌われていたスチャダラパー＆小沢健二の「今夜はブギー・バック」のカバーが入っている（HIPHOPアーティストでありながら、小沢健二の歌の部分だけを歌っている）。
また、ボーナストラックとして、次作「THE SHOW」のインストを収録した「次回予告」が収録されている。

## ミュージック・ビデオ
ミュージック・ビデオは神奈川県横須賀市の海の家で撮影され、監督はKREVAが所属するKICK THE CAN CREWの「スーパーオリジナル」以来の共演となる大喜多正毅が務めた。
この他、夏フェスなどライブ映像やオフショットなどが合わさった「Have a nice day!」（2006夏ver.）のミュージック・ビデオも存在する。

## 収録曲
1. Have a nice day!　　(3:37)
  - 作詞・作曲：KREVA
  - フジテレビ系「HEY!HEY!HEY!」エンディングテーマ
2. Have a nice day!(Remix)　　(3:54)
3. 今夜はブギー・バック　　(4:06)
  - 作詞・作曲：小沢健二、光嶋誠、松本洋介、松本真介
4. Have a nice day!(Instrumental)　　(3:37)
5. 次回予告　　(1:40)

## 楽曲の収録アルバム
- よろしくお願いします（#1）
- クレバのベスト盤（#1）